# Abdul Rahman Al-Zeid
Abdul Rahman Al-Zeid (ur. 11 stycznia 1959) – były saudyjski sędzia piłkarski. Został powołany na Mistrzostwa Świata 1998 we Francji, gdzie sędziował dwa spotkania.